# ترشيان
ترشيان هي قرية في مقاطعة سردشت، إيران. يقدر عدد سكانها بـ 19 نسمة بحسب إحصاء 2016.